# Supersypnoides delphinensis
Supersypnoides delphinensis är en fjärilsart som beskrevs av Pierre E.L. Viette 1966. Supersypnoides delphinensis ingår i släktet Supersypnoides och familjen nattflyn. Inga underarter finns listade i Catalogue of Life.